# Non esiste amore a Napoli (singolo)
Non esiste amore a Napoli  è un singolo del cantautore italiano Tropico, pubblicato il 6 settembre 2019 come primo estratto dall'album omonimo.

## Video musicale
Il video, diretto da Bendo, è stato reso disponibile il 12 settembre 2019 attraverso il canale YouTube del cantautore. Un secondo video, diretto da Enea Colombi, è stato pubblicato il 27 settembre 2021 preceduto dal video di Geniale divenendo di fatto un cortometraggio.

## Tracce
Testi di Davide Petrella, musiche di Davide Petrella, Rosario Castagnola e Sarah Startuffo.
1. Non esiste amore a Napoli – 3:41